# Compte-tours

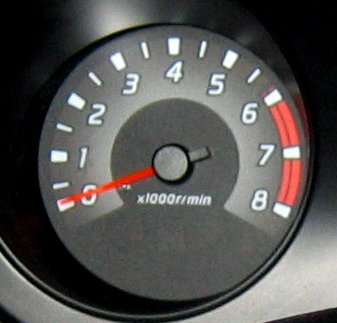
Compte-tours sur une automobile Nissan.

Un compte-tours est un instrument de mesure permettant d’indiquer la fréquence de rotation d'un mobile. Le capteur peut être mécanique, optique ou à courants de Foucault[réf. souhaitée]. On le trouve couramment dans l'industrie et les transports, où il permet un contrôle et une surveillance des machines rotatives.
Bien que son nom ne l'indique pas, le compte-tours ne totalise pas les tours du moteur, mais compte le nombre de tours par unité de temps (généralement des tours par minute).

## Automobile
Le compte-tours indique au conducteur la fréquence de rotation du vilebrequin en nombre de tours par unité de temps (généralement des tours par minute). Dans une automobile, on le trouve très souvent juste derrière le volant, parfois au centre du tableau de bord, en tout cas bien visible du conducteur.
Depuis que les véhicules sont gérés par des ordinateurs de bord (ECU), le régime moteur fait partie des données de bases disponibles. Les informations affichées par le compte-tours peuvent être obtenues par un capteur PMH, ou par le biais de l'allumage (par exemple, par induction autour d'un fil de bougie). [réf. souhaitée]
Le conducteur se sert des indications du compte-tours pour changer de rapport de boîte de vitesses au moment le plus opportun, en évitant de mettre le moteur en sous- ou sur-régime. Le sur-régime est visualisé par une zone marquée en rouge. Pour cette raison, avant sa généralisation, le compte-tours était surtout utilisé pour les véhicules sportifs[réf. souhaitée], dont les moteurs requièrent une surveillance particulière des hauts régimes lors de conduite sportive.

### Shift-light
En utilisation sportive et en compétition, la zone rouge peut être accompagnée d'un signal (par exemple une diode électroluminescente) permettant d'indiquer au pilote le moment idéal pour changer de rapport sans avoir à quitter la route des yeux. Ce dispositif s'appelle un shift-light. Il est configurable en fonction du régime moteur optimal.

## Motocyclette

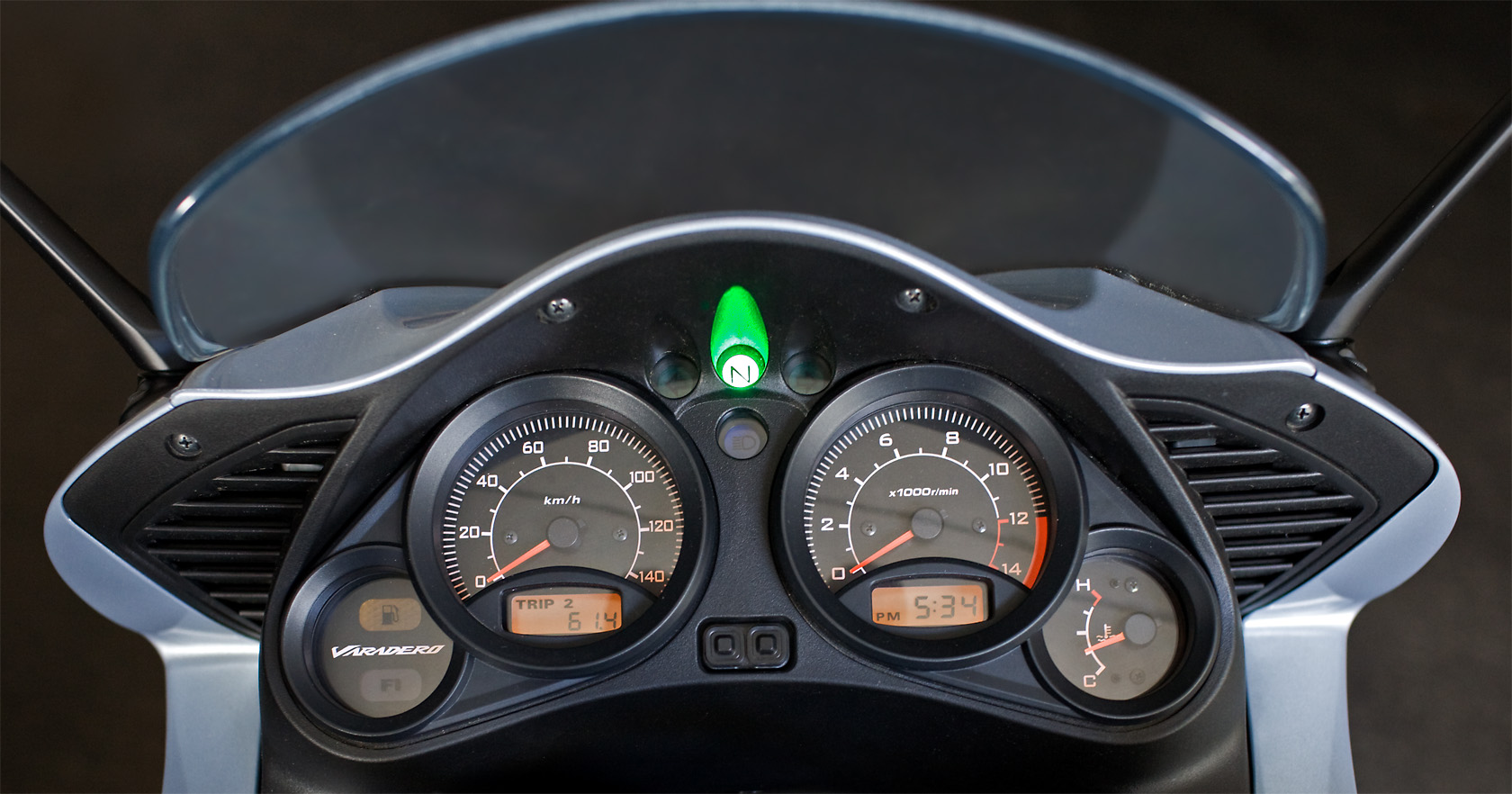
Tableau de bord d'une Honda Varadero (compte-tours à droite).

Le caractère pointu de certains moteurs (de faibles cylindrées, multicylindres, destinés au sport ou à la compétition, etc.) (régime de rotation élevé, nombreux rapports de boîte) rend cet accessoire particulièrement utile, et donc très souvent installé sur ces véhicules, généralement devant le guidon, au-dessus du phare.
Traditionnellement, le capteur de rotation était mécanique, consistant généralement en une vis sans fin montée sur une partie rotative, souvent l'arbre à cames. [réf. souhaitée]
Sur les mécaniques modernes[réf. souhaitée], le compte-tours est presque toujours électronique, utilisant les informations du circuit d'allumage.